# كاس ألفونسو
كاس ألفونسو (بالإندونيسية: Cassanova Alfonso)‏ هو مغني وملحن إندونيسي، ولد في 23 مايو 1983 في جاكرتا في إندونيسيا.